# Walentin Pawłow

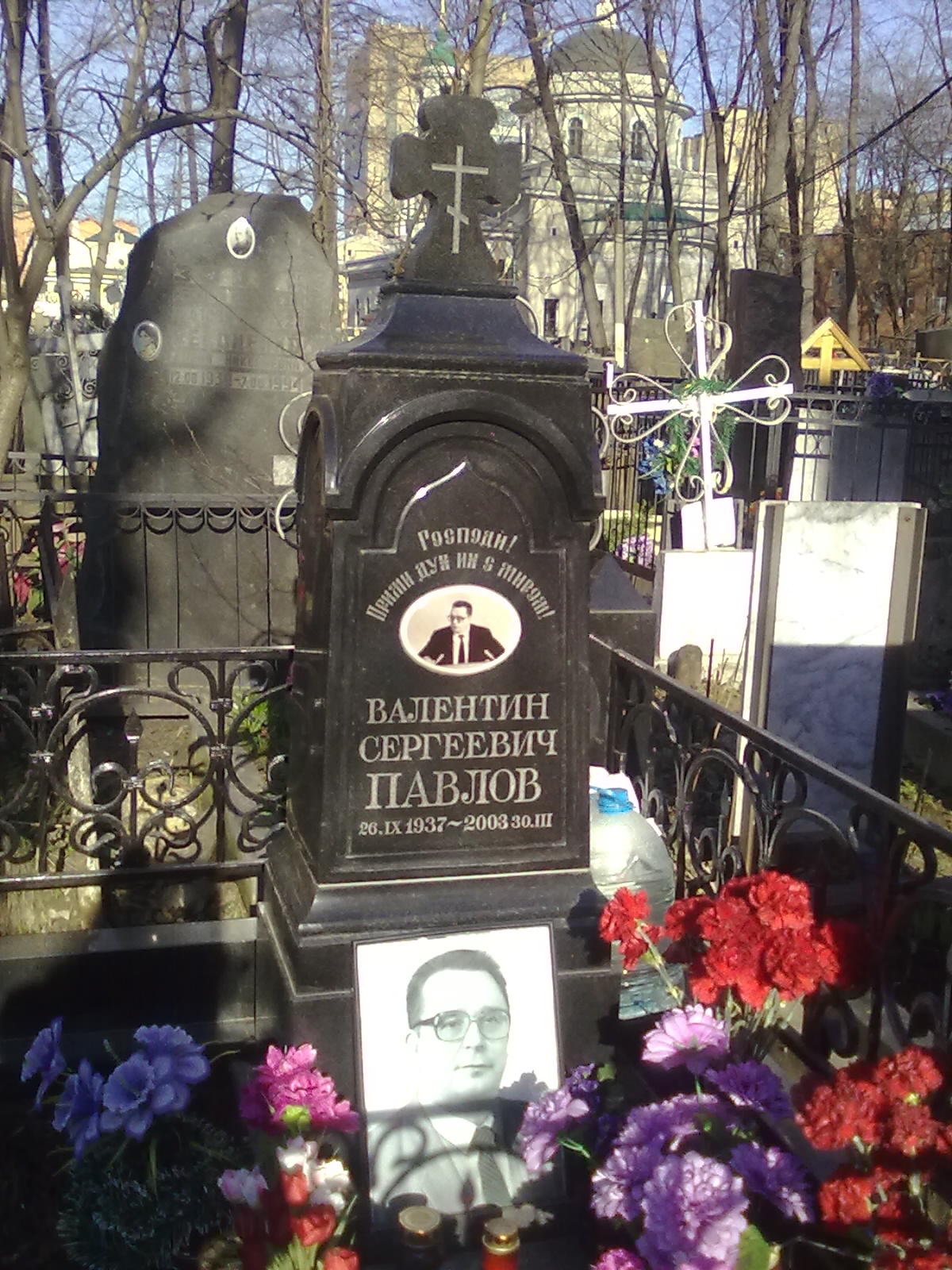
Grób Pawłowa na Cmentarzu Piatnickim w Moskwie

Walentin Siergiejewicz Pawłow, ros. Валентин Сергеевич Павлов (ur. 26 września 1937 w Moskwie, zm. 30 marca 2003 tamże) – radziecki polityk i ekonomista, w 1989–1991 minister finansów, w 1991 premier, doktor nauk ekonomicznych (1981).

## Życiorys
Był członkiem KPZR od 1962 do rozwiązania partii w 1991, w latach 1990–1991 członkiem Komitetu Centralnego KPZR. 
Był synem kierowcy i pielęgniarki. W 1958 ukończył Moskiewski Instytut Finansów. Następnie rozpoczął pracę w Ministerstwie Finansów Rosyjskiej FSRR. W 1962 został przeniesiony do Państwowego Komitetu Planowania, a w 1966 do Ministerstwa Finansów ZSRR. Od 1979 ponownie zatrudniony w Gospłanie. W 1986 został I zastępcą ministra finansów ZSRR, w tym samym roku – przewodniczącym Państwowego Komitetu Cen przy Radzie Ministrów ZSRR. W 1989 został ministrem finansów ZSRR. 17 stycznia 1991 został powołany na stanowisko premiera ZSRR, 13 marca 1991 w skład Rady Bezpieczeństwa ZSRR. 
19 sierpnia 1991 został członkiem 8-osobowego Komitetu Stanu Wojennego, który dokonał nieudanego zamachu stanu. 
Po stłumieniu puczu w sierpniu 1991 został aresztowany wraz z pozostałymi członkami Komitetu Stanu Wojennego (bez Borisa Pugo, który popełnił samobójstwo). W styczniu 1993 został zwolniony, a w lutym 1994 amnestionowany uchwałą Zgromadzenia Federalnego Dumy Państwowej. 
Pochowany na Cmentarzu Piatnickim w Moskwie. Był żonaty z Walentiną Pietrowną, z którą miał syna Siergieja.